# 科洛米齊夫卡 (諾索夫卡區)
50°47′18″N 31°44′15″E / 50.78833°N 31.73750°E
科洛米齊夫卡（烏克蘭語：Коломійцівка），是烏克蘭北部的村莊，隸屬切爾尼希夫州的尼任區。該村始建於1825年，面積1.02平方公里，海拔高度131米，2025年人口448，人口密度每平方公里566.7人。